# گزک (کرمان)
گزک، روستایی است از توابع بخش راین شهرستان کرمان در استان کرمان ایران.

## جمعیت
براساس آخرین سرشماری مرکز آمار ایران که در سال ۱۳۹۵صورت گرفته، جمعیت آن ۱۲۷۰نفر (۲۱۰خانوار) بوده‌است..
حال در سال 1404 این روستا خالی از سکنه است. و تنها جنبه گردشگری دارد.